# Цальбрукнер, Александр
Александр Цальбрукнер (нем. Alexander Zahlbruckner; 1860—1938) — австрийский ботаник, известный своими многочисленными публикациями по лихенологии.

## Биография
Александр Цальбрукнер родился 31 мая 1860 года в небольшом городке Светы Юр близ Братиславы. Он был внуком Иоганна Баптиста Цальбрукнера (1782—1851), известного австрийского минералога и ботаника. Учился в Венском университете, в 1883 году окончил философский факультет. Через несколько месяцев стал волонтёром по содержанию гербария сосудистых растений Венского музея естественной истории.
Вскоре Цальбрукнер начал изучать флору лишайников своей родины — сегодняшней юго-западной Словакии. С 1886 года он издавал серию публикаций по лишайникам южной Австро-Венгрии, пятая часть которой (1898) включала описание 20 новых видов из самых разнообразных семейств. В 1891 году Александр стал научным сотрудником музея, в 1897 — хранителем. С 1891 по 1903 Цальбрукнер последовательно обрабатывал образцы лишайников из гербария Венского музея, разделяя их по семействам.
Цальбрукнер был генеральным сектетарём II Международного ботанического конгресса в Вене 1905 года.
С 1918 года Цальбрукнер работал директором Венского музея естественной истории. В 1922 году вследствие крайне неустойчивой экономической ситуации в Австрии после Первой мировой войны был вынужден уйти на пенсию и продолжить изучение лихенологии дома. 8 мая 1938 года Александр Цальбрукнер скончался.
Цальбрукнер был редактором томов второго издания «Криптогамической флоры Рабенхорста», посвящённых лишайникам.
С 1921 по 1940 издавалась фундаментальная сводка лишайников всего мира, подготавливаемая Цальбрукнером и оставшаяся неоконченной. Классификация, принятая автором, основывалась главным образом на работах финского систематика Э. А. Вайнио и ботаника И. Райнке.

## Некоторые научные работы
- Zahlbruckner, A. et al. (1900—1905). Plantae Pentherianae. 4 vols.
- Zahlbruckner, A.; Krasser, F.; Keissler, F. (1901). Die Entwicklung der Morphologie, Entwicklungsgeschichte und Systematik der Kryptogamen. 40 p.
- Zahlbruckner, A. (1903—1908). Flechten. In: Engler, A.; Prantl, K. Die Natürlichen Pflanzenfamilien. Vol. I(I): 49—249.
- Zahlbruckner, A. (1909). Lichenes. 125 p., 5 pl.
- Zahlbruckner, A. (1917). Botanische Ergebnisse der Schwedischen Expedition nach Patagonien. 62 p.
- Zahlbruckner, A. (1921—1940). Catalogus lichenum universalis. 10 vols.
- Zahlbruckner, A. (1933). Lichenes. In: Handel-Mazzetti, H. Symbolae sinicae. Vol. 3: 1—254.
- Zahlbruckner, A. (1936). Afrikanische Flechten. In: Engler, A. "Beiträge zur Flora von Afrika" 52. Botanische Jahrbücher 60: 468—552.

## Роды, названные в честь А. Цальбрукнера
- Zahlbrucknera Herre, 1910, nom. illeg. [≡ Zahlbrucknerella Herre, 1912, nom. nov.]